# Ганско-китайские отношения
Китайско-ганские отношения относятся к текущим и историческим отношениям между Республикой Гана и Китайской Народной Республикой.

## История

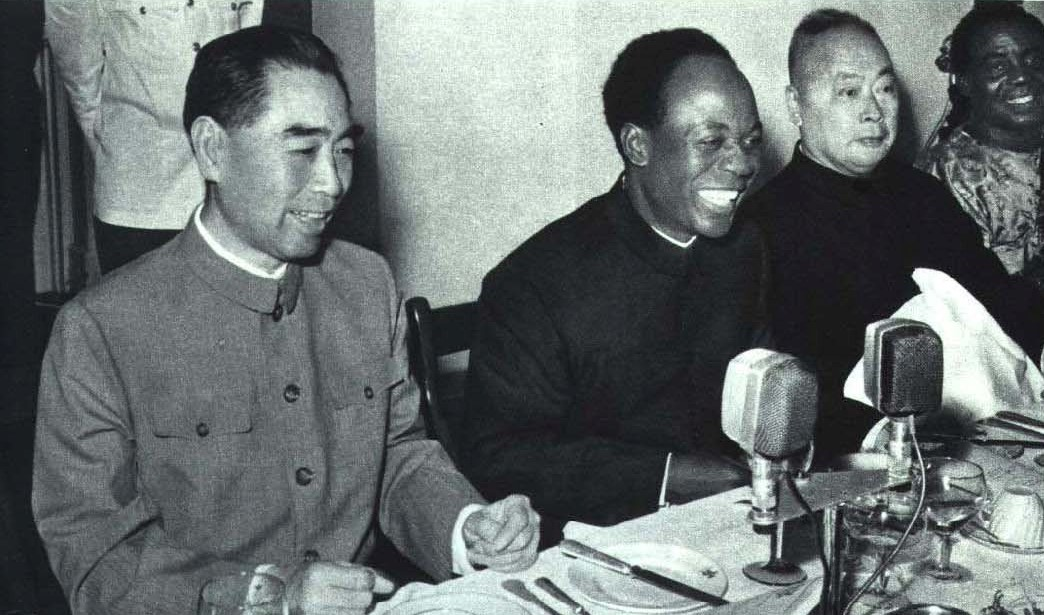
Чжоу Эньлай с президентом Нкрумой во время его визита в Гану в апреле 1964 года

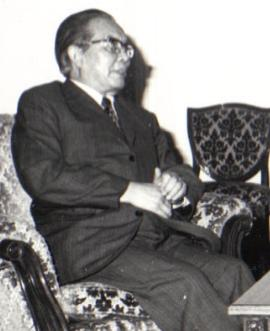
Хуан Хуа в 1961 году стал первым послом КНР в Гане

Отношения между двумя странами восходят к 1960 году, когда страны впервые установили дипломатические отношения. С тех пор Гана оказывает существенную дипломатическую поддержку КНР, а КНР отвечает материальной поддержкой развитию Ганы. В 1960-х годах президент Нкрума лоббировал восстановление КНР в Организации Объединённых Наций. Нкрума также поддерживал КНР во время китайско-индийской войны в 1962 году. Нкрума сменил одежду на поставляемый Китаем костюм Мао. После свержения режима Нкрумы Пекин отозвал около 200 китайских гуманитарных работников и сотрудников посольства. После переворота Кваме Нкрума оставался в Пекине в течение четырёх дней, и премьер Чжоу Эньлай относился к Нкруме с вежливостью. В начале 1990-х Китай построил Национальный театр Ганы в качестве награды за дипломатическую поддержку Ганы во время протестов на площади Тяньаньмэнь в 1989 году. После того, как Куфуор был избран президентом Ганы в 2001 году, КНР выделила Гане грант в размере 2,4 миллиона долларов США на реконструкцию театра.

## Официальные визиты

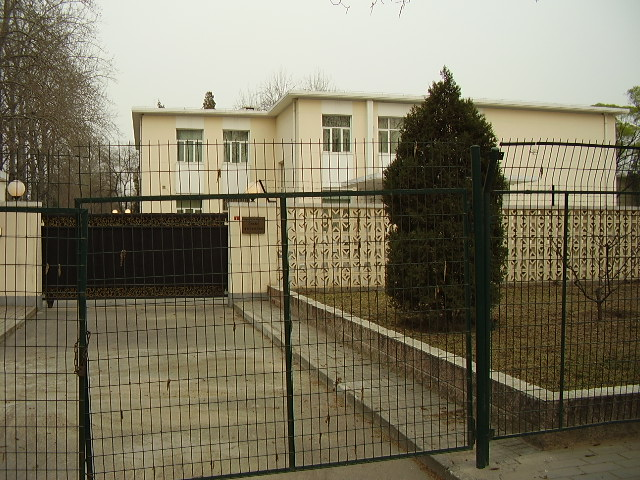
Посольство Ганы в Пекине, КНР

Две страны поддерживают прочные отношения с 1960 года, когда тогдашний президент Нкрума посетил Китай с официальными визитами высокого уровня, а премьер-министр Китая Чжоу Эньлай совершил ответные визиты. В 2002 году президент Ганы Джон Куфуор совершил визит высокого уровня в Китай, а в 2003 году Председатель КНР Ху Цзиньтао посетил Гану. Премьер Госсовета КНР Вэнь Цзябао посетил Гану во время второго этапа своего турне по семи странам Африки в 2007 году.
В сентябре 2010 года президент Ганы Джон Эванс Атта Миллс посетил Китай с официальным визитом. В ноябре 2011 года, с ответным визитом, Гану посетил Председатель ЦК Революционного комитета Гоминьдана Чжоу Тенун и встретился с тогдашним вице-президентом Ганы Джоном Драмани Махамо.

## Экономика
С 2000-х годов объём китайской торговли и инвестиций в Гане значительно увеличился. Из всего лишь 4,4 миллионов китайских проектов, зарегистрированных Центром содействия инвестициям Ганы в 2000 году, зарегистрированные китайские потоки увеличились до 1,6 миллиарда долларов только в 2014 году. Несмотря на то, что производственный сектор восстановил своё лидерство в качестве крупнейшего источника китайских инвестиций в 2014 году, общий торговый сектор получил в основном стабильный поток китайских инвестиций, особенно с 2004 года, и поэтому влияние Китая больше ощущается в торговом секторе. Однако к 2015 году строительный сектор экономики Ганы стал крупнейшим получателем китайских инвестиционных потоков, за которым последовали производство и общая торговля. Сектор связи, который не привлекал китайских ПИИ с 2000 по 2008 год, начал привлекать китайские инвестиции с 2009 года. Сектор услуг также стал значительным получателем китайских инвестиций с 2006 года. Несмотря на эти экономические потоки и ощутимые физические результаты китайских компаний, выделенные в зданиях и инфраструктуре, для большинства жителей Ганы китайское присутствие проявляется в отдельных китайских мигрантах, торгующих в местах, где до сих пор доминировали ганские торговцы.
Свидетельством важности, которую Китай придает своим экономическим отношениям с Ганой в регионе Западной Африки, стало решение открыть четвертый офис Китайско-африканского фонда развития в Аккре. Открытый в ноябре 2011 года офис в Гане фокусируется на регионе Западной Африки для фонда.

### Экономическая помощь
Результатом визита премьер-министра Вэнь Цзябао в 2007 году стало подписание шести соглашений и предоставление китайским кредитом в размере 66 миллионов долларов США на расширение и модернизацию телекоммуникационной сети Ганы. Пекин предоставил льготный кредит в размере 30 миллионов долларов США для поддержки первого этапа телекоммуникационного проекта, призванного связать волоконно-оптическими кабелями все десять региональных столиц и 36 городов в Гане.
Другие китайские проекты помощи включают:
- Льготный кредит в размере 6 миллиардов долларов от Китайского экспортно-импортного банка, который Гана использует для расширения своей железнодорожной сети.[10]
- Общая сумма помощи в целях развития Гане в размере 43,5 млн. долларов США в период с 1964 по 1970 год и списание долга в размере 25 млн. долларов США. Недавно Китайский экспортно-импортный банк (Exim Bank) предоставил ссуду в размере 562 миллионов долларов США на строительство гидроэлектростанции Буй в размере 622 миллионов долларов США.[4]
- Беспроцентный кредит в размере 28 миллионов долларов США на строительство 17 км дороги Офанкор-Нсавам, завершенное в 2009 году.[4][11]
- Беспроцентный заём в размере 99 миллионов долларов США для строительства посадочных площадок для рыболовецких общин и проекта по выращиванию риса в Афайфе.
- Китай оказал существенную техническую поддержку Гане: более 700 жителей Ганы прошли финансируемые Китаем учебные курсы в области образования, торговли, связи, энергетики, аудита, ведения сельского хозяйства и рыболовства.[4]

### Китайско-ганские торговые отношения и прямые иностранные инвестиции
Китай в настоящее время является вторым по величине экспортером в Гану. В 2005 году импорт из Китая в Гану составил 433,74 млн. долларов США, при этом Гана экспортировала товаров на 0,1 млн. долларов США. Это отражает резкий рост двусторонней торговли между двумя странами с 93,13 млн. долларов в 2000 году до 433,74 млн. долларов в 2005 году. Большая часть прямых иностранных инвестиций Китая в Гану сосредоточена на производстве, строительстве, туризме, торговле и услугах, общий объём инвестиций в 2008 году составил 75,8 млн. долларов США. Из 283 проектов, в которые китайские граждане и государственные предприятия инвестируют, 97 относятся к производству, 59 - к торговле, 48 - к туризму, 44 - к услугам и 15 - к строительству. К 2014 году общий объем китайских инвестиций в Гану увеличился до 1,6 миллиарда долларов только за этот год. В то время как общий объем китайских ПИИ в Гану за период с 2000 по 2007 год составил 199 миллионов долларов, совокупные инвестиции за период с 2008 по 2015 год составили 2,2 миллиарда долларов.
В дополнение к макроторговым и инвестиционным потокам, в Гане наблюдается растущий приток китайских предпринимательских мигрантов. В значительной степени независимые от китайских государственных предприятий, они либо остались в стране после работы в крупных китайских фирмах в Гане, либо переехали из Китая в Гану только для торговли. Капитальная мощь китайских торговцев, торгующих в Гане, достигла кульминации в значительном воздействии на ганских торговцев и торговые пространства. Несмотря на то, что товары по низким ценам доступны среднему ганскому потребителю, они вытеснили не только местных торговцев из Ганы, но и товары, поступающие из соседних африканских стран. Они достигли кульминации в трениях между Ассоциацией Союза торговцев Ганы и некоторыми торговцами Ганы в целом, с одной стороны, и китайскими мигрантами, с другой стороны. Часто противопоставляя себя индийским и ливанским торговцам, торгующим в Гане, ганские торговцы осуждают неразборчивые торговые схемы китайских торговцев и их растущую концентрацию в пространствах, которые оспариваются как рынки.

## Безопасность
В апреле 2007 года председатель НПКСК Цзя Цинлинь, предоставил льготный кредит в размере 30 миллионов долларов США для специального проекта связи, чтобы способствовать более тесным военным связям и связям в области безопасности между двумя странами. Это включало грант в размере 7,5 миллионов долларов США на строительство офисного комплекса для Министерства обороны Ганы.

## Ганские китайцы
Ганские китайцы — этническая группа китайской диаспоры в Гане. Предки этнических китайских мигрантов в Гану были гонконгского происхождения. Они начали прибывать в конце 1940-х и начале 1950-х годов. В конце 1960-х и начале 1970-х годов некоторые из гонконгских мигрантов начали привозить своих жен и детей в Гану. Примерно в это же время также начали прибывать мигранты из Шанхая. С экономической реформой и открытостью в КНР начали прибывать мигранты из материкового Китая. Миграция из материкового Китая усилилась в 1990-х годах; некоторые приезжали в качестве наемных работников, но большинство были независимыми торговцами, управляющими импортно-экспортными предприятиями или ресторанами. Источники миграции также расширились. Eсли раньше мигранты прибывали в основном из Гонконга или Шанхая, то позже китайские мигранты прибыли из Гуандуна и Хэнани, а также из Китайской Республики на Тайване. По состоянию на 2009 год в Гане проживало около 700 000 этнических китайских мигрантов.